# 서울금융고등학교
서울금융고등학교(서울金融高等學校)는 대한민국 서울특별시 양천구 신월동에 위치한 공립 고등학교이다.

## 학교 연혁
- 1984년 10월 13일 : 제1본관 신축
- 1984년 12월 17일 : 신월상업고등학교 인가 상업과 12학급(696명)
- 1985년 1월 8일 : 초대 김기열 교장 취임
- 1985년 4월 23일 : 교명변경 남서울상업고등학교
- 1985년 5월 14일 : 개교식
- 1986년 12월 12일 : 본관 북쪽 신축
- 1988년 2월 12일 : 제1회 졸업식(565명)
- 1992년 12월 15일 : 강당 및 체육관 준공
- 1994년 1월 4일 : 교명변경 서울상업고등학교
- 1994년 12월 24일 : 실습실 증축
- 1998년 3월 1일 : 서울경영정보고등학교로 교명 변경 허가
- 1998년 3월 1일 : 특수학급 1학급 설치 인가
- 1999년 12월 18일 : 정보통신부 특성화고교 지정
- 2005년 6월 2일 : 급식실 준공
- 2008년 10월 31일 : 금융분야 특성화 고등학교 지정
- 2010년 3월 1일 : 교명변경 서울금융고등학교
- 2012년 8월 17일 : 학과 개편 승인(금융정보과 3학급, 금융회계과 2학급)
- 2022년 8월 2일:학과 개편 승인(반려동물과 2학습)
- 2022년 2월 11일 : 제35회 졸업 120명(남 89명, 여 31명)
- 2022년 3월 2일 : 신입생 입학 74명(남 55명, 여 19명)
- 2023년 9월 2일:제 12대 고승우 교장 취임
- 2024년 3월 2일: 서울형마이스터고 선정

## 설치 학과
- 소프트웨어과
- 세무회계과
- 금융과
- 스타트업과
- 브랜딩디자인과
- 반려동물과

## 참고 자료
- 서울금융고등학교 - 한국교육학술정보원 학교알리미